# ダフィー (護衛駆逐艦)
ダフィー（DE-27)（英語: USS Duffy (DE-27)）は、アメリカ海軍のエヴァーツ級護衛駆逐艦の一つ。第二次世界大戦で活動した。艦名はカサブランカ沖海戦で戦死した海軍軍人チャールズ・ジョン・ダフィーにちなむ。

## 艦歴
1943年4月16日、メア・アイランド海軍造船所にて進水。当初イギリス海軍に引き渡す予定で建造されていた。同年8月5日、G・A・パーキンソン予備中佐の指揮下で就役。
ダフィーは主に船団や空母群の護衛に従事した。1944年12月には、レイテで一式陸上攻撃機1機を撃墜。12月29日、マーシャル諸島のマロエラップ環礁に対し、空襲を援護しつつ艦砲射撃。以降アメリカ軍の勢力圏下に孤立した日本軍の島々を砲撃し、神経戦を仕掛けた。1945年6月14日にはミリ環礁の駐屯地で7名の捕虜を捕らえる。
戦争終結間際にアジアを離れ、7月26日にサンフランシスコに到着。11月9日に退役。1947年6月16日にスクラップのため売却された。

## 勲章
|                           | 戦闘行動リボン (遡及)                  |
|                           | アメリカ従軍章                         |
| Bronze star · Bronze star | アジア・太平洋従軍章 (2個従軍星章付き) |
|                           | 第二次世界大戦勝利記章                 |